# Dom Bellot
Pour les articles homonymes, voir Bellot.
Dom Bellot (Paul Louis Denis Bellot) est un religieux et architecte français né à Paris le 7 juin 1876 et mort à Québec le 5 juillet 1944, spécialisé en architecture religieuse. Il a formé et fortement influencé Joseph Philippe qui l'assistera durant 10 ans environ, puis prendra sa suite en France alors que Bellot finira sa vie au Canada.
Le terme « Dom-Bellotisme » caractérise une approche typique de l'architecture.

## Biographie
Fils aîné d’un architecte-vérificateur, féru d'Eugène Viollet-le-Duc, Paul Louis Denis Bellot suit les traces de son père, entra à l'âge de 18 ans aux Beaux-Arts de Paris et obtint son diplôme d'architecture six ans plus tard.
Après plusieurs voyages en Espagne durant lesquels il découvre notamment l’architecture mauresque, il renonça au métier d'architecture pour entrer le 6 octobre 1901 chez les bénédictins de la congrégation de Solesmes qui avaient trouvé refuge à Appuldurcombe House, un manoir situé près de Wroxall sur l'île de Wight, au sud de l'Angleterre après la loi de 1901 expulsant les congrégations de France. Il devint profès le 29 mai 1904.
Le Père Abbé, Dom Delatte confia à Dom Mellet, l'architecte de l'agrandissement de l'abbaye Saint-Pierre de Solesmes, la construction d'une chapelle à Quarr. Mais celui-ci, âgé, demanda à être secondé par Dom Bellot.
Dom Delatte lui confia par la suite la construction de l'abbaye Saint-Paul d'Oosterhout aux Pays-Bas dans laquelle les moines de l'abbaye Saint-Paul de Wisques s'étaient retirés après la loi de 1901. De retour sur l'île de Wight, Dom Bellot fit sa profession solennelle le 6 juin 1907. Il se vit également confier la construction d'abbaye de Quarr pour sa propre communauté, au nord de l'île, à l’emplacement d'une ancienne abbaye cistercienne, détruite par Henri VIII. Les travaux commencèrent en 1909, et l'hôtellerie fut achevée en 1914.
Après la Première Guerre mondiale, Dom Bellot revint aux Pays-Bas pour agrandir l'abbaye d'Oosterhout et en poursuivre la construction par la sacristie et un sanctuaire qui serviront de chapelle monastique en l'attente d'une abbatiale qu'il conçut mais ne bâtit pas. À la demande d'un prêtre des environs de Breda, il construisit la petite église Saint-Joseph à Noordhoek. Cette première église est, pour Dom Paul Bellot, une ouverture sur une clientèle séculière qui lui commandera plusieurs églises paroissiales, des écoles, couvents et collèges aux Pays-Bas et en Belgique. Pour la mise en œuvre des drapés de brique et des jeux de teintes, Dom Bellot profita de l’apport d’un peintre coloriste néerlandais entré dans la communauté en 1917, le frère François Mes, avec lequel il collabora jusqu’à sa mort.
En 1922, il entra en contact avec un architecte français, Maurice Storez, fondateur de l'« Arche », un groupe de jeunes artistes dont l’ambition était de travailler au renouveau de l’art sacré en France. Il fit plusieurs chantiers avec lui, dont l’église Saint-Chrysole de Comines, dans le nord de la France, où, pour la première fois, Dom Bellot mis en œuvre une structure en béton armé après l'avoir essayé notamment au collège des Augustins à Eindhoven.
En 1926, Dom Bellot reçut une lettre d’un jeune étudiant en architecture originaire de Beauport au Québec, Adrien Dufresne (1904-1983), désireux se spécialiser en architecture religieuse. Dom Bellot invita le jeune homme à venir travailler avec lui et lui prodigua des conseils, tandis que Dufresne le renseignait sur l'architecture religieuse au Canada à cette époque. D'autres futurs architectes québécois imitèrent Dufresne et vinrent trouver le bénédictin comme Édouard Fiset, Pierre Rinfret, Léonce Desgagné et Louis-Napoléon Audet.
En 1928, Dom Bellot quitte Oosterhout et s’installe à Wisques où il est chargé à la fois de subvenir aux besoins de la communauté par ses honoraires d’architecte, et d'agrandir les locaux de l'abbaye Saint-Paul.
À la même époque, Claude-Marie Côté, jeune moine bénédictin, s'essayait à concevoir les plans de la future abbaye Saint-Benoît-du-Lac, en suivant les indications quelque peu contradictoires de son prieur. Il les soumit à Dom Bellot qui fit évoluer le projet initial. Beaucoup souhaitèrent un séjour de Dom Bellot au Canada. D’autant plus que l'abbé Lemieux, chargé de la construction du campus de l'université Laval à Sainte-Foy, d’un grand séminaire et d’une nouvelle cathédrale à Québec, et l'abbé Maurault, qui présidait à la construction de l’Université de Montréal, désiraient eux aussi pouvoir avoir recours aux lumières du moine-bâtisseur. Dom Bellot se rend à leur invitation en 1934. À cette occasion, il donna un cycle de sept conférences où, pour la première et unique fois, il fit la synthèse des principes de son œuvre, mais ces conférences ne provoquèrent pas l'élan qu'il escomptait, ayant blessé probablement la susceptibilité d’architectes connus. Et il retourna donc en France.
Dom Bellot est cependant de retour au Canada en 1936, à l'invitation les Pères de Sainte-Croix et par les bénédictins de Saint-Benoît-du-Lac. L'Église lançait à cette époque de nombreux projets de construction pour lesquels on sollicita ses avis, comme pour le monastère des bénédictines des Deux-Montagnes. Les Pères de Sainte-Croix lui confièrent les travaux d'achèvements de l'oratoire Saint-Joseph du Mont-Royal (notamment l'édification de la coupole) en collaboration avec les architectes québécois Lucien Parent et Ernest Cormier. Parallèlement, il mena le chantier de Saint-Benoît-du-Lac, qui s’échelonna sur deux ans.
Ces deux grands chantiers achevés, le déclenchement de la Seconde Guerre mondiale l'empêcha de regagner la France ; le cardinal Villeneuve, archevêque de Québec, lui confia alors, en collaboration avec Ernest Cormier, la réalisation d’une cathédrale et d'un nouveau Grand Séminaire de Québec (aujourd'hui le pavillon séculier Louis-Jacques Casault de l'université Laval incluant Bibliothèque et Archives nationales du Québec dans l'ancienne cathédrale à l'avant). Mais l'interdiction qui lui fut faite de travailler au Canada l'empêcha de mener à bien ces projets qui furent achevés par Cormier.
Atteint d'un cancer depuis 1941, il meurt le 5 juillet 1944 à l'Hôtel-Dieu de Québec. Il repose depuis au cimetière de l’abbaye de Saint-Benoît-du-Lac.

## Réalisations
Des chantiers lui furent confiés aux Pays-Bas, en Belgique, en France, au Canada, au Portugal, en Argentine et en Ouganda, parmi lesquels:
- abbaye Notre-Dame de Quarr, dans l’île de Wight (Angleterre), 1907-1911.
- abbaye Saint-Paul d'Oosterhout (Pays-Bas).
- église Saint-Chrysole, Comines, en collaboration avec Maurice Storez, 1925-1929.
- monastère Notre-Dame de la Visitation, Kraainem (Belgique), 1929-1930.
- église Saint-Joseph, Noordhoek (Pays-Bas).
- église Saint-Martin d'Hardecourt-aux-Bois dans la Somme.
- église de l'Immaculée-Conception à Audincourt, 1932.
- abbaye Saint-Pierre de Solesmes: nouvelle bibliothèque, galerie du grand cloître et lavatorium.
- église Notre-Dame des Trévois à Troyes, 1934.
- chapelle du petit séminaire Saint-Louis, dans le domaine de Saint-Hubert à Neuvy-sur-Barangeon, 1936.
- église Notre-Dame-de-la-Paix à Suresnes dans la cité-jardin, consacrée en 1934.
- basilique Saint-Joseph-des-Fins à Annecy.
- prieuré Sainte-Bathilde de Vanves, 1933-1936[2].
- abbaye Saint-Benoît-du-Lac, Québec.
- basilique de l'oratoire Saint-Joseph du Mont-Royal, conception du dôme en collaboration avec Lucien Parent, Montréal, Québec
- église Saint-Joseph à Annemasse.

## Hommages
Une rue a été nommée en son honneur dans la ville de Québec en 2006.

### Filmographie
- En 1987, au Québec, François Brault et Guy L. Coté réalisèrent un film sur Dom Bellot : Dom Bellot, architecte, 1876-1943.